# فان ليو
فان ليو (Van Leo) ـ (تركيا، 20 نوفمبر 1921 ـ القاهرة، 18 مارس 2002) هو مصور فوتوغرافي أرمني مصري، اشتهر بتصوير البورتريه، ونفذ العديد من البورتريهات لمشاهير مصر، إلى جانب عدد من البورتريهات التي صور فيها نفسه.

## حياته
ولد فان ليو ـ واسمه الأصلي ليفون ألكسندر بويادجيان ـ في تركيا في 20 نوفمبر 1921، ونشأ في ذروة مذابح الأرمن. فاضطرت أسرته إلى الفرار من تركيا إلى مصر سنة 1925، وكان عمر ليفون وقتها لا يجاوز الرابعة.
عاشت أسرة بويادجيان في الزقازيق ثلاث سنوات قبل أن تنتقل إلى القاهرة سنة 1930، حيث عمل الأب في شركة الترام والتحق ليفون بالمدارس الأرمنية، ثم التحق بالجامعة الأمريكية سنة 1940، غير أنه لم يستكمل دراسته فيها لشغفه بالتصوير الفوتوغرافي.
تعلم ليفون التصوير الفوتوغرافي في استوديو فينوس، الذي كان يمتلكه مصور أرمني هو أرتينيان، حتى أقنع أحد زبائن أرتينيان ـ وكان بريطانيًا ـ والد ليفون بأن ابنه موهوب، فاشترى له أبوه كاميرا، لكنه لم يستطع أن يوفر له استوديو، فافتتح مع أخيه أنجلو سنة 1941 ستوديو تصوير في غرفتين من بيت العائلة، أطلقا عليه اسم «استوديو أنجلو».
بدأت شهرة استوديو أنجلو عندما حضر إليه ضابط بريطاني كان يعمل ممثلًا، وأراد أن يصوره فان ليو من أجل أوبرا سيقوم ببطولتها، فاستغل فان ليو الفرصة وعرض على الضابط الممثل أن يصوره وزملاءه دون مقابل، على أن يضع اسم «استوديو أنجلو» على إعلان الأوبرا، وعلى أن يدفع الممثلون مقابل أي نسخة أخرى يريدونها من صورهم.
وفي سنة 1947، اشترى فان ليو استوديو مترو في شارع فؤاد (26 يوليو حاليًا) بوسط القاهرة، وحوّله إلى «استوديو فان ليو»، الذي ظل يعمل فيه حتى تقاعد سنة 1998، وفيه صور المشاهير والممثلات المغمورات اللائي يرغبن في الحصول على صور تصلح لتقديمها للمنتجين والمخرجين سعيًا إلى الشهرة، كما صور أفراد الجيش الإنجليزي والفنانين الأجانب الذين أتوا إلى مصر فرارًا من الحرب العالمية الثانية، وكبار موظفي الحلفاء، وبعض الراقصات والحفلات في باريس وجنوب أفريقيا واليمن.
بعد حركة الجيش في يوليو 1952، حجز مجلس قيادة الثورة على أسهم شركة الترابة وسكك الحديد البلجيكية التي ورثها عن أبيه، فسعى فان ليو لدى معارفه إلى أن نجح في استرجاع جزء من ثمنها. كما خسر فان ليو جانبًا كبيرًا من زبائنه بعد أن تركت الجاليات اليهودية واليونانية والإيطالية مصر، وربما كان كل ذلك من أسباب نظرته العدائية إلى نظام عبد الناصر، الذي كان يعدّد هزائمه متسائلًا: «هل شن عبد الناصر حربه على إسرائيل، أم علينا جميعًا؟».

## مشاهير صورهم فان ليو
- أنور وجدي[7]
- برلنتي عبد الحميد (1961)[6][7]
- جمال عبد الناصر[1]
- داليدا[2]

طه حسين، بعدسة فان ليو

- درية شفيق (أصبحت الصورة التي التقطها لها فان ليو أشبه بالصورة الرسمية لها)[6]
- رجاء سراج[4]
- رشدي أباظة (أكثر من قام فان ليو بتصويرهم)[1]
- زبيدة ثروت[4]
- سامية جمال[1]
- شادي عبد السلام[2]
- شريهان (في طفولتها سنة 1976)[2]
- طه حسين (1950)[1][7]
- عبد السلام النابلسي[4]
- عمر الشريف[2]
- فاتن حمامة[1]
- الملك فاروق[1]
- فريد الأطرش (1959)[1][7]
- لولا صدقي[7]
- ليلى مراد[7]
- ماجدة الخطيب[1]
- محمد عبد الوهاب[7]
- محمد نجيب[1]
- مديحة يسري[1]
- مريم فخر الدين[1]
- منى جبر[4]
- ميرفت أمين (1972)[7] (كان يقول إن وجهها من أجمل الوجوه التي صوّرها، وأنه قابل للتصوير من جميع الزوايا دون أن تؤثر الزاوية على مستوى جمال الوجه)[1][6]
- الملكة ناريمان[7]
- نيللي مظلوم[4]
- يوسف السباعي[1]

## بورتريهاته الذاتية
كان فان ليو مولعًا بتصوير نفسه، حتى أنه أنجز لنفسه في الفترة من 1942 إلى 1946 أكثر من 400 بورتريه في أشكال وأوضاع مختلفة، قائلًا:

## معالم صورها فان ليو
لم يقتصر فان ليو على تصوير الأشخاص، بل صوّر بعض معالم مصر، ومنها:
- أهرام الجيزة
- قلعة صلاح الدين
- مدرسة الناصر محمد بن قلاوون[6]

## آراؤه في فن التصوير الفوتوغرافي
أجاد فان ليو اللعب بالإضاءة والظلال، وكانت معظم أعماله بالأبيض والأسود، وكان يستنكر ولع المصريين بالصور الملونة، قائلًا في أحد حواراته:
كان فان ليو يرى أن الشرقيين لا يعرفون الفرق بين صورة جواز السفر والصورة الفنية، وأنهم لا يملكون الشجاعة الكافية لدفع المال قبا الاطلاع على النتيجة.
يقارن فان ليو التصوير الفوتوغرافي بمهنة الخياطة، فيقول إن الخياطة تتراجع أمام الثياب الجاهزة بكل المقاييس، لكن الفارق هو أن البذلة يبطل طرازها مع مرور الزمن، بينما لا تبطل الصورة.
من أقواله أيضًا في حوار مع المخرج أكرم زعتري:
ويضيف في الحوار ذاته:

## معارض أعماله
تنازل فان ليو في أخريات حياته عن مجمل أعماله لمكتبة الكتب النادرة في الجامعة الأمريكية بالقاهرة، ليضمن حفظها وإعادة ترميمها بعد وفاته. وفي سنة 2001، أقامت الجامعة معرضًا لأعماله في جاليري تاون هاوس بمناسبة حصوله على جائزة الأمير كلاوس، وصدر على هامش المعرض كتاب تذكاري يحتوي على الصور التي صورها فان ليو طيلة حياته. ثم أقيم في سنة 2002 معرض آخر لأعمال فان ليو، قبيل أشهر من وفاته.

## تكريمه

### فيلم وثائقي عنه
في سنة 1999، زاره المخرج اللبناني أكرم زعتري، في إطار مشروع كانت تقوم به المؤسسة العربية للصورة لدراسة أعمال أهم المصورين في العالم العربي، وأسفرت المقابلة عن إنتاج فيلم عنه من إخراج أكرم زعتري، كان عنوانه Her + Him + Van Leo.

### جائزة الأمير كلاوس
في سنة 2000، حصل فان ليو على جائزة الأمير كلاوس من هولندا.

## وصلات خارجية
- فيلم أكرم زعتري الوثائقي عن فان ليو
- مدونة تضم صور فان ليو نسخة محفوظة 15 أغسطس 2016 على موقع واي باك مشين. (بالإنجليزية)